# Gouvernement Suárez II
 (décembre 2020).
Si vous disposez d'ouvrages ou d'articles de référence ou si vous connaissez des sites web de qualité traitant du thème abordé ici, merci de compléter l'article en donnant les références utiles à sa vérifiabilité et en les liant à la section « Notes et références ».
Royaume d'Espagne
• Valera
• Suárez I Suárez III
Le gouvernement Suárez II (en espagnol : Segundo Gobierno Suárez) est le gouvernement du royaume d'Espagne entre le 5 juillet 1977 et le 6 avril 1979, durant la législature constituante des Cortes Generales.

## Historique du mandat
Dirigé par le président du gouvernement social-libéral sortant Adolfo Suárez, le Gouvernement Suárez II est constitué de l'Union du centre démocratique (UCD). Seule, elle dispose de 166 députés sur 350, soit 47,4 % des sièges du Congrès des députés, et de 113 sénateurs sur 248, soit 45,6 % des sièges du Sénat. Il bénéficie de l'appui ponctuel du Parti socialiste ouvrier espagnol (PSOE) et/ou de l'Alliance populaire (AP).
Il est formé à la suite des élections constituantes du 15 juin 1977 et succède au second gouvernement pré-constitutionnel, déjà dirigé par Suárez et constitué un an plus tôt jour pour jour. Du fait des débuts de la transition démocratique, ce précédent exécutif n'était soutenu par aucune formation politique et reposait encore sur les anciennes structures héritées du franquisme. Toutefois, par la loi pour la réforme politique de janvier 1977, l'Espagne entame sa transformation en un régime parlementaire démocratique.

### Formation
Au cours de ce scrutin, l'UCD émerge comme première force politique du pays avec 6 310 700 suffrages, soit 938 900 voix de plus que le PSOE. En plus de ses 166 sièges de députés, la coalition centriste remporte 106 mandats directs de sénateurs sur 207 à pourvoir.
Suárez, qui n'est pas investi par le Congrès des députés du fait de l'absence de mécanisme institutionnel spécifique, forme un exécutif de dix-neuf ministres, dont cinq indépendants. Le ministère de la Défense est notamment créé, par fusion des ministères de l'Armée de terre, de la Marine et de l'Armée de l'air, et confié au lieutenant-général Manuel Gutiérrez Mellado, maintenu en outre en tant que premier vice-président. Les ministres des Affaires étrangères Marcelino Oreja, de la Justice Landelino Lavilla, de l'Intérieur Rodolfo Martín Villa sont reconduits et deux postes de ministre adjoint au président du gouvernement sont par ailleurs mis en place.

### Évolution
Un remaniement ministériel est organisé le 25 février 1978, affectant cinq départements, dont quatre ministères de second plan. À cette occasion, le numéro deux du patronat Agustín Rodríguez Sahagún intègre l'exécutif comme ministre de l'Industrie. Après ces changements, Gutiérrez Mellado est le seul indépendant du cabinet. Le troisième vice-président Fernando Abril Martorell voit son poste supprimé, tandis qu'il devient second vice-président et ministre de l'Économie.

### Succession
Le 31 octobre suivant, le Congrès des députés vote le texte de la nouvelle Constitution, qui crée une monarchie constitutionnelle parlementaire dans un État unitaire fortement décentralisé, par 325 voix pour, six contre et quatorze abstentions. Peu après, le Sénat l'approuve par 226 pour,  cinq contre et huit abstentions.
Les Espagnols approuvent le texte lors du référendum 6 décembre, par 88,5 % de « oui » sur 67,1 % de votants. La Constitution entre en vigueur le 29 décembre suivant. La mission des Cortes étant ainsi achevée, le gouvernement convoque ce même jour les élections générales du 1er mars 1979. L'UCD y remporte une nouvelle majorité relative et Suárez peut former son troisième cabinet.

## Composition

### Initiale (5 juillet 1977)
- Les nouveaux ministres sont indiqués en gras, ceux ayant changé d'attribution en italique.

| Portefeuille                                                                                      | Titulaires | Titulaires                                               | Parti |
| ------------------------------------------------------------------------------------------------- | ---------- | -------------------------------------------------------- | ----- |
| Président du gouvernement                                                                         |            | Adolfo Suárez González                                   | UCD   |
| Premier vice-président du gouvernement, chargé des Affaires de la défense Ministre de la Défense  |            | Manuel Gutiérrez Mellado                                 | Sans  |
| Deuxième vice-président du gouvernement, chargé de la Politique économique Ministre de l'Économie |            | Enrique Fuentes Quintana                                 | Sans  |
| Troisième vice-président du gouvernement                                                          |            | Fernando Abril Martorell                                 | UCD   |
| Ministre des Affaires étrangères                                                                  |            | Marcelino Oreja Aguirre                                  | UCD   |
| Ministre de la Justice                                                                            |            | Landelino Lavilla Alsina                                 | UCD   |
| Ministre des Finances                                                                             |            | Francisco José Fernández Ordóñez                         | UCD   |
| Ministre de l'Intérieur                                                                           |            | Rodolfo Andrés Martín Villa                              | UCD   |
| Ministre des Travaux publics et de l'Urbanisme                                                    |            | Joaquín Garrigues Walker                                 | UCD   |
| Ministre de l'Éducation et de la Science                                                          |            | Íñigo Cavero Lataillade                                  | UCD   |
| Ministre du Travail                                                                               |            | Manuel Jiménez de Parga y Cabrera                        | UCD   |
| Ministre de l'Industrie et de l'Énergie                                                           |            | Alberto Carlos Oliart Saussol                            | Sans  |
| Ministre de l'Agriculture                                                                         |            | José Enrique Martínez Genique                            | Sans  |
| Ministre du Commerce et du Tourisme                                                               |            | Juan Antonio García Díez                                 | UCD   |
| Ministre de la Présidence                                                                         |            | José Manuel Otero Novas                                  | UCD   |
| Ministre des Transports et des Communications                                                     |            | José Lladó Fernández-Urrutia                             | Sans  |
| Ministre de la Santé et de la Sécurité sociale                                                    |            | Enrique Sánchez de León Pérez                            | UCD   |
| Ministre de la Culture et du Bien-être Ministre de la Culture (27/07/1977)                        |            | Pío Cabanillas Gallas                                    | UCD   |
| Ministre adjoint pour les Régions                                                                 |            | Manuel Francisco Clavero Arévalo                         | UCD   |
| Ministre adjoint pour les Relations avec les Cortes Generales                                     |            | Ignacio Camuñas Solís (jusqu'au 29/09/1977)              | UCD   |
| Ministre pour les Relations avec les Communautés européennes                                      |            | Leopoldo Calvo-Sotelo y Bustelo (à partir du 10/02/1978) | UCD   |

### Remaniement du 25 février 1978
- Les nouveaux ministres sont indiqués en gras, ceux ayant changé d'attribution en italique.

| Portefeuille                                                                                      | Titulaires | Titulaires                                      | Parti |
| ------------------------------------------------------------------------------------------------- | ---------- | ----------------------------------------------- | ----- |
| Président du gouvernement                                                                         |            | Adolfo Suárez González                          | UCD   |
| Premier vice-président du gouvernement, chargé des Affaires de la défense Ministre de la Défense  |            | Manuel Gutiérrez Mellado                        | Sans  |
| Deuxième vice-président du gouvernement, chargé de la Politique économique Ministre de l'Économie |            | Fernando Abril Martorell                        | UCD   |
| Ministre des Affaires étrangères                                                                  |            | Marcelino Oreja Aguirre                         | UCD   |
| Ministre de la Justice                                                                            |            | Landelino Lavilla Alsina                        | UCD   |
| Ministre des Finances                                                                             |            | Francisco José Fernández Ordóñez                | UCD   |
| Ministre de l'Intérieur                                                                           |            | Rodolfo Andrés Martín Villa                     | UCD   |
| Ministre des Travaux publics et de l'Urbanisme                                                    |            | Joaquín Garrigues Walker                        | UCD   |
| Ministre de l'Éducation et de la Science                                                          |            | Íñigo Cavero Lataillade                         | UCD   |
| Ministre du Travail                                                                               |            | Rafael Calvo Ortega                             | UCD   |
| Ministre de l'Industrie et de l'Énergie                                                           |            | Agustín Rodríguez Sahagún                       | UCD   |
| Ministre de l'Agriculture                                                                         |            | Jaime Lamo de Espinosa y Michels de Champourcin | UCD   |
| Ministre du Commerce et du Tourisme                                                               |            | Juan Antonio García Díez                        | UCD   |
| Ministre de la Présidence                                                                         |            | José Manuel Otero Novas                         | UCD   |
| Ministre des Transports et des Communications                                                     |            | Salvador Sánchez-Terán Hernández                | UCD   |
| Ministre de la Santé et de la Sécurité sociale                                                    |            | Enrique Sánchez de León Pérez                   | UCD   |
| Ministre de la Culture                                                                            |            | Pío Cabanillas Gallas                           | UCD   |
| Ministre adjoint pour les Régions                                                                 |            | Manuel Francisco Clavero Arévalo                | UCD   |
| Ministre pour les Relations avec les Communautés européennes                                      |            | Leopoldo Calvo-Sotelo y Bustelo                 | UCD   |